# Всесвітня премія фентезі: «Премія конвенту»
Всесвітня премія фентезі «Премія конвенту» (англ. World Fantasy Convention Award) періодично присуджується на «Всесвітньому конвенті фентезі» за «неперевершений внесок у жанр фентезі». Серед них автори, редактори та видавці. Більшість номінантів і переможців всесвітньої премії фентезі визначаються учасниками та суддями щорічного Всесвітнього конвенту фентезі. На відміну від інших категорій премії фентезі, «Премія конвенту» не має номінантів і не визначається у звичайний спосіб; натомість переможця обирають самі організатори конвенту та оголошують разом із номінантами в інших категоріях.
Премію Конвенту отримали тринадцять осіб та одне видавництво. Семеро з лауреатів відомі насамперед своєю письменницькою діяльністю, а не редакторською роботою чи художніми творами. Шестеро з лауреатів були також нагороджені «Всесвітньою премією фентезі за заслуги перед жанром», іноді лише через кілька років після того, як їм було присуджено премію конвенту: Еванджелін Волтон — через чотири роки у 1989 році, Андре Нортон — через одинадцять років у 1998 році, Г'ю Барнетт Кейв — через два роки у 1999 році, Дональд М. Грант — через дев'ятнадцять років у 2003 році, а Стівен Кінг і Гехан Вілсон — через двадцять чотири і двадцять три роки у 2004 році.

## Переможці
У наступній таблиці роки відповідають даті проведення церемонії нагородження. У колонці «Внесок» вказані твори та компанії, які створив або в яких працював переможець; вони мають репрезентувати кар'єру переможця в галузі фентезі до цього моменту, але премія Всесвітнього конвенту фентезі не присуджується за якісь конкретні досягнення, і жодне з цих досягнень не вказане Всесвітнім конвентом фентезі як підстава для присудження премії. У деяких випадках переможець добре відомий своїми не фентезійними творами, наприклад, науково-фантастичними романами, які не потрапили до списку.
| Рік  | Переможець          | Внесок                                                                        | Прим.  |
| ---- | ------------------- | ----------------------------------------------------------------------------- | ------ |
| 1978 | Ґленн Лорд          | Редагування та публікація творів Роберта Говарда.                             | [ 4 ]  |
| 1979 | Кірбі Макколі       | Літературний агент Стівена Кінга, очолював перший Всесвітній конвент фентезі. | [ 5 ]  |
| 1980 | Стівен Кінг         | Темна Вежа I: Стрілець, Протистояння                                          | [ 6 ]  |
| 1981 | Гахан Вілсон        | Ілюстрації для видань Фентезі & Сайнс фікшн та Нью-Йоркер                     | [ 7 ]  |
| 1982 | Рой Кренкель        | Ілюстрації для видань Weird Fantasy, Weird Science-Fantasy                    | [ 8 ]  |
| 1982 | Джозеф Пейн Бреннан | «Дев'ять жахів і сон», коротке оповідання опубліковане у Weird Tales          | [ 8 ]  |
| 1983 | Arkham House        | Видавництво                                                                   | [ 9 ]  |
| 1984 | Дональд М. Грант    | Засновник видавнитва Donald M. Grant, Publisher                               | [ 10 ] |
| 1985 | Еванджелін Волтон   | «Острів могутніх», «Пісня про Ріаннон»                                        | [ 11 ] |
| 1986 | Дональд А. Воллгайм | Редактор Ace Books, засновник і редактор DAW Books.                           | [ 12 ] |
| 1987 | Андре Нортон        | «Чаклунський світ», «Потужне чаклунство»                                      | [ 13 ] |
| 1997 | Г'ю Барнетт Кейв    | «Мургунструм та інші», «Смерть переслідує ніч»                                | [ 14 ] |
| 2013 | Браян Олдіс         | «Франкенштайн звільнений», «Теплиця»                                          | [ 2 ]  |
| 2013 | Вільям Ф. Нолан     | «Втеча Лоґана»                                                                | [ 2 ]  |